# Chislet
Chislet är en ort och civil parish i grevskapet Kent i sydöstra England. Orten ligger i distriktet Canterbury, cirka 10 kilometer nordost om Canterbury och cirka 6 kilometer sydost om Herne Bay. Civil parishen hade 924 invånare vid folkräkningen år 2021.
I civil parishen ligger även orten Upstreet.